# ヴィルヘルム・マイゼル

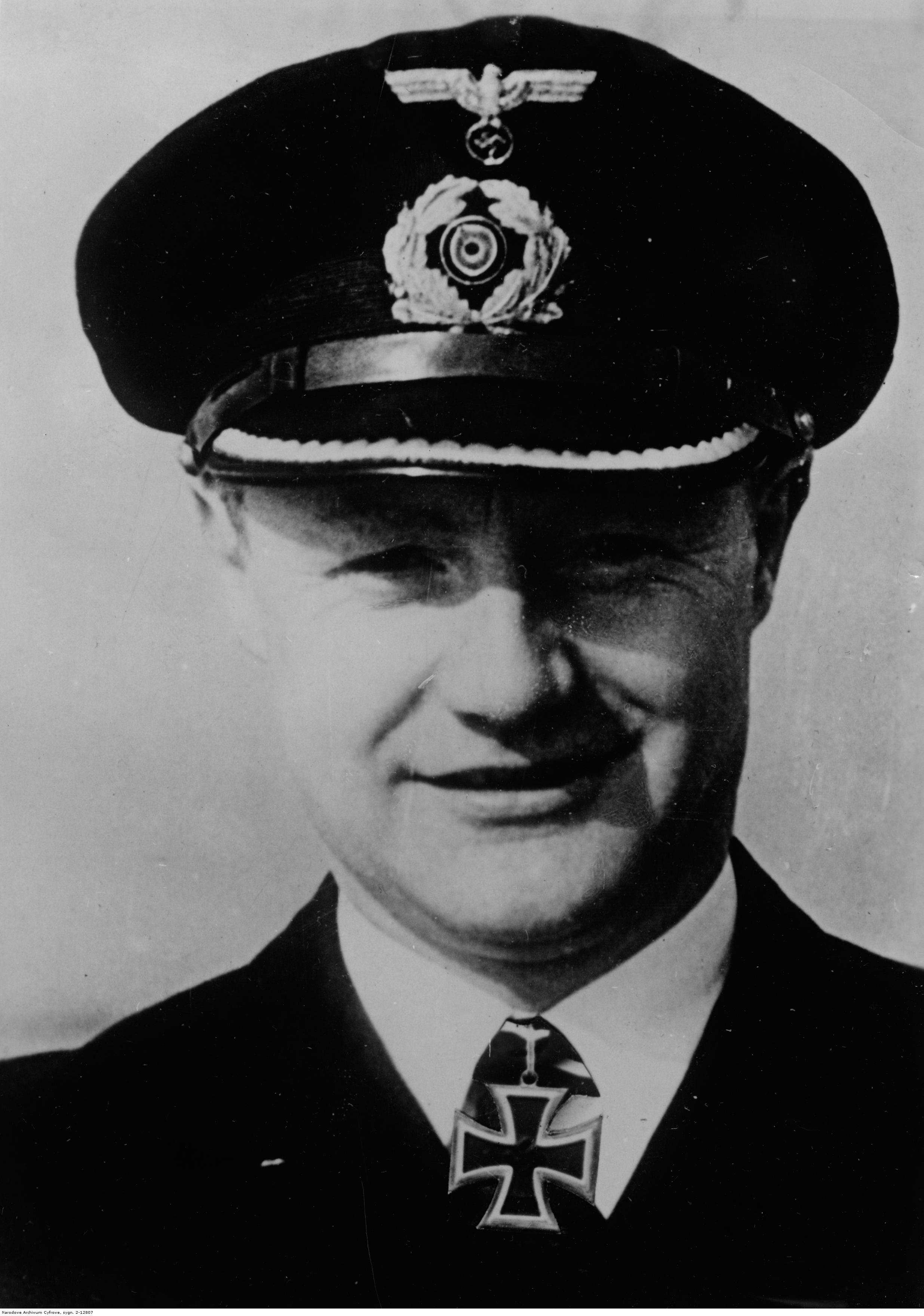
ヴィルヘルム・マイゼル

ヴィルヘルム・マイゼル（Wilhelm Meisel、1893年11月4日 – 1974年9月7日）は、ドイツの海軍軍人。第3代海軍軍令部長。海軍大将。

## 来歴
第二次世界大戦勃発時は大佐で第1駆逐隊の司令であった。1940年4月に重巡洋艦「アドミラル・ヒッパー」艦長となる。その後、少将で西部方面海軍参謀長、中将で軍令部長となった。1944年4月に大将に昇進。1974年に死去。